# اچ‌ام‌اس اوربی (۱۹۱۸)
اچ‌ام‌اس اوربی (۱۹۱۸) (به انگلیسی: HMS Orby (1918)) یک کشتی بود که طول آن ۲۵۸ فوت (۷۹ متر) بود. این کشتی در سال ۱۹۱۸ ساخته شد.